# Houston Hurricane
Houston Hurricane fu il nome di un club calcistico statunitense di Houston (Texas) nato nel 1978. Il club fu attivo nella North American Soccer League dal 1978 al 1980 e giocò le partite interne all'Astrodome di Houston.

## Storia
La franchigia nacque nel 1978, nel periodo di maggior successo della lega NASL e fu l'ultimo dei 6 nuovi affiliati previsti per la nuova stagione. La proprietà ebbe solo tre mesi di tempo a disposizione per acquistare i giocatori e formare la squadra e per il difficile compito scelse come allenatore Timo Liekoski, con alle spalle un'esperienza da assistente nei Dallas Tornado. Il poco tempo a disposizione non permise a Liekoski di mettere insieme un team competitivo e gli Hurricane conclusero la loro prima stagione con sole 10 vittorie e 20 sconfitte. Anche l'affluenza di pubblico non fu delle migliori, con una media di 5.806 spettatori che superava solo quelle dei Chicago Sting e dei San Diego Sockers ben sotto i risultati delle altre 27 franchigie.
Nel 1979 gli Hurricane riscattarono la brutta stagione precedente, vincendo la divisione con 22 vittorie su 30, e Liekoski fu nominato allenatore dell'anno. Sfortunatamente i playoff non furono altrettanto esaltanti, e videro il club texano sconfitto due volte dai Philadelphia Fury ed eliminato. Nonostante gli ottimi risultati e la presenza in squadra di giocatori come Kyle Rote Jr. i risultati al botteghino furono nuovamente deludenti, con poco più di 6000 spettatori a partita.
La squadra rinunciò ad iscriversi al campionato indoor e giocò un'ultima stagione nella NASL che la vide ottenere il secondo posto nella divisione per poi perdere nuovamente al primo turno dei playoff, stavolta contro gli Edmonton Drillers. Per il terzo anno consecutivo l'affluenza si mantenne bassa, 5.818 a partita, e i proprietari decisero che era tempo di terminare l'esperimento e abbandonare la franchigia.

## Cronistoria
| Stagione | NASL | NASL Indoor | Affluenza |
| -------- | ---- | ----------- | --------- |
| 1978     | n.q. | -           | 5.806     |
| 1979     | OF   | -           | 6.236     |
| 1980     | 1°T  | -           | 5.818     |

## Allenatori
- Timo Liekoski (1978-79)
- Eckhard Krautzun (1980)